# Helmut Brackert
Helmut Iver Brackert (* 30. Januar 1932 in Wedel; † 4. Dezember 2016 in Darmstadt) war ein deutscher germanistischer Mediävist.

## Leben
Nach der Promotion zum Dr. phil. in Hamburg am 28. Mai 1960 und Habilitation in 1966 wurde er 1967 in Frankfurt am Main Professor für Deutsche Philologie.
Am 4. Dezember 2016 starb Brackert über 8 Wochen vor seinem 85. Geburtstag in Darmstadt.

## Schriften (Auswahl)
- Beiträge zur Handschriftenkritik des Nibelungenliedes. Berlin 1963, OCLC 645085104.
- Rudolf von Ems. Dichtung und Geschichte. Heidelberg 1968, OCLC 871617670.
- Bauernkrieg und Literatur. Frankfurt am Main 1985, ISBN 3-518-10782-8.
- mit Cora van Kleffens: Von Hunden und Menschen. Geschichte einer Lebensgemeinschaft. München 1989, ISBN 3-406-33982-4.